# 마이애미 아레나
마이애미 아레나(영어: Miami Arena)은 미국 플로리다주 마이애미에 위치한 실내 경기장이다. 과거 NBA 마이애미 히트와 NHL 플로리다 팬서스 그리고 ECHL 마이애미 마타도르스의 홈경기장으로 사용했다.
| NBA 올스타전 개최 경기장 |                        |               |
| 1989년                   | 1990년 마이애미 아레나 | 1991년        |
| 애스트로돔               | 1990년 마이애미 아레나 | 샬럿 콜리시엄 |
|                          |                        |               |
|                          |                        |               |